# Hermigua

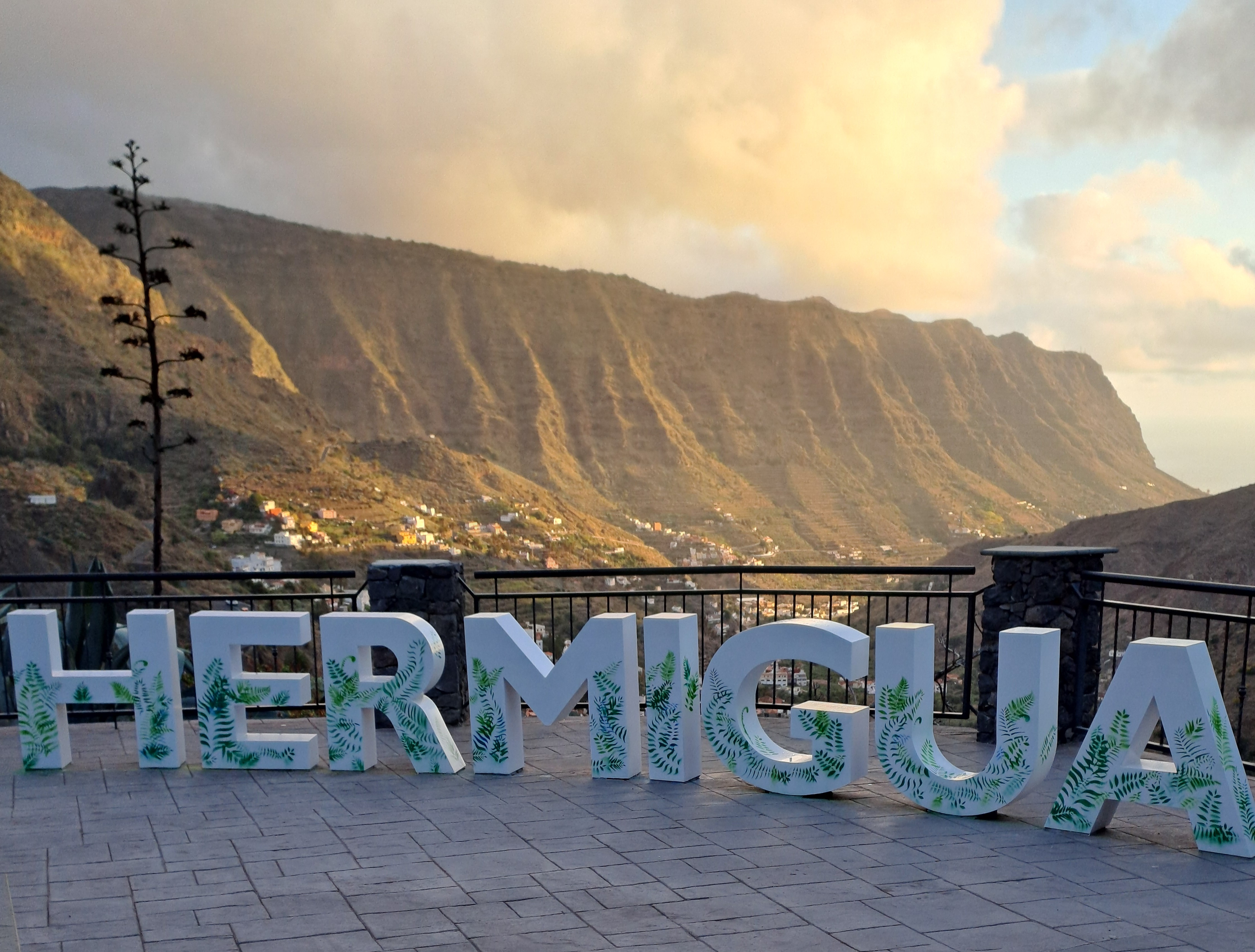
Bienvenida a Hermigua

Hermigua, formalmente conocida como "Villa de Hermigua" es un municipio perteneciente a la provincia de Santa Cruz de Tenerife, en la isla de La Gomera, Canarias, España.

## Toponimia
El nombre del municipio proviene de su capital, siendo un término de procedencia prehispánica que significa, según algunos autores, 'lugar de recolección'.

## Símbolos

### Escudo
El escudo heráldico del municipio fue aprobado por Decreto de 7 de febrero de 1958, siendo su descripción: «Escudo partido. Primero, de gules, tiara pontificia acolada de las llaves de San Pedro, una de oro y la otra de plata. Segundo, de sinople, tres arroyos de plata resumidos en uno general, y en su margen izquierdo un edificio de plata. Bordura de plata con cuatro calderas de sable, alternadas con cuatro pares de cañas dulces de sinople, puestas en aspa. Al timbre, corona condal».

### Bandera
La bandera municipal fue aprobada por Orden de 23 de octubre de 2000 del Gobierno de Canarias, siendo un «paño rectangular de seda, tafetán, raso, lanilla o fibra sintética, según los casos, cuya longitud es vez y media mayor que su anchura; compuesta de tres franjas verticales de igual tamaño; la primera al asta de color amarillo, la central de color azul y la tercera a batiente de color verde».

## Geografía
Está situado en el norte de la isla, limitando con los municipios de Vallehermoso, Agulo, San Sebastián de La Gomera y Alajeró.

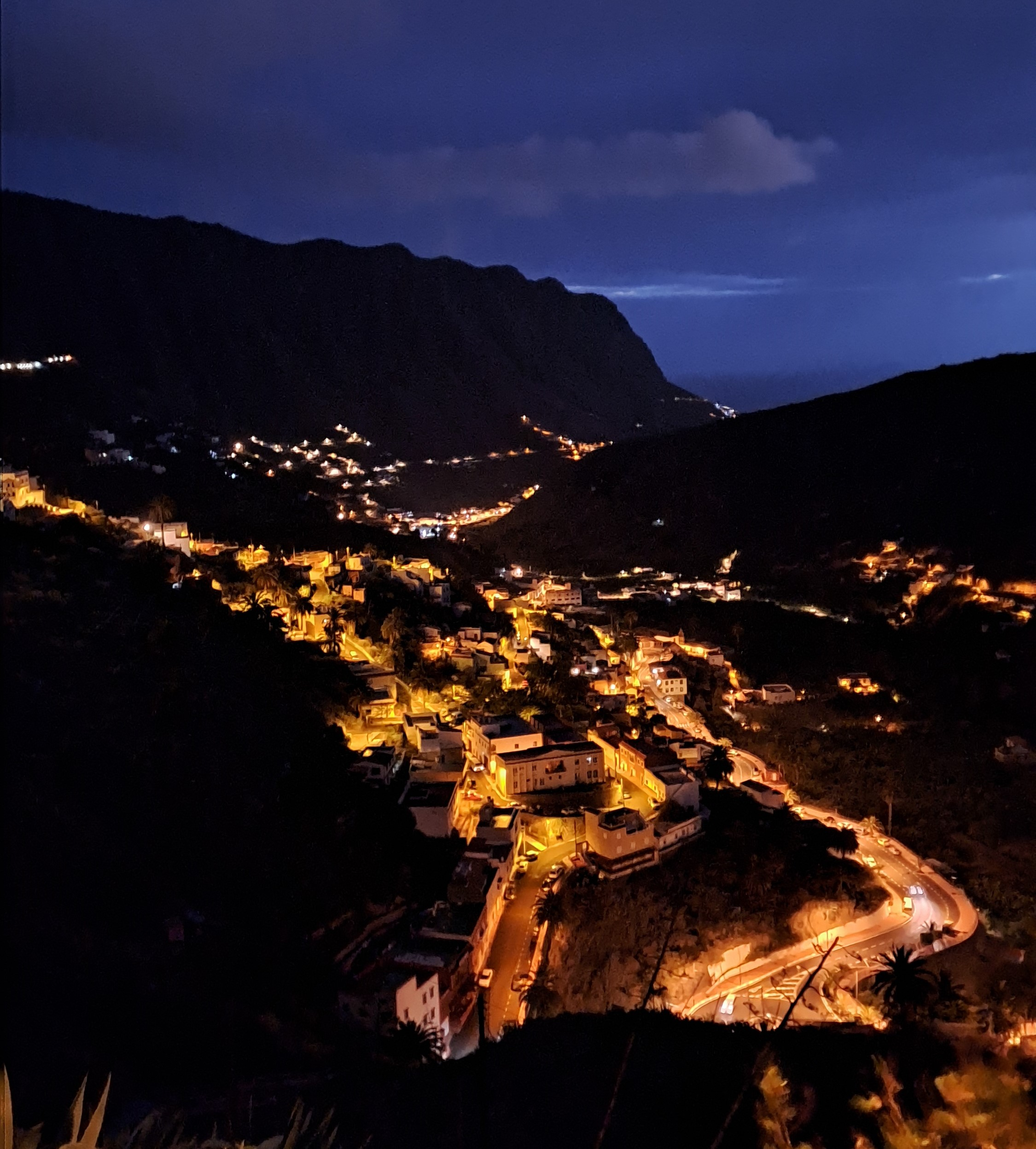
Vista nocturna

Tiene una extensión de 39,67 km² y tiene una longitud de costa de 8,35 km.
La altitud de su capital administrativa es de 150 metros sobre el nivel del mar, alcanzando el municipio una altitud máxima de 1460 m s. n. m. en la cumbre central de la isla.

### Clima
| Parámetros climáticos promedio de Hermigua (1982-2012) | Parámetros climáticos promedio de Hermigua (1982-2012) | Parámetros climáticos promedio de Hermigua (1982-2012) | Parámetros climáticos promedio de Hermigua (1982-2012) | Parámetros climáticos promedio de Hermigua (1982-2012) | Parámetros climáticos promedio de Hermigua (1982-2012) | Parámetros climáticos promedio de Hermigua (1982-2012) | Parámetros climáticos promedio de Hermigua (1982-2012) | Parámetros climáticos promedio de Hermigua (1982-2012) | Parámetros climáticos promedio de Hermigua (1982-2012) | Parámetros climáticos promedio de Hermigua (1982-2012) | Parámetros climáticos promedio de Hermigua (1982-2012) | Parámetros climáticos promedio de Hermigua (1982-2012) | Parámetros climáticos promedio de Hermigua (1982-2012) |
| Mes                                                    | Ene.                                                   | Feb.                                                   | Mar.                                                   | Abr.                                                   | May.                                                   | Jun.                                                   | Jul.                                                   | Ago.                                                   | Sep.                                                   | Oct.                                                   | Nov.                                                   | Dic.                                                   | Anual                                                  |
| ------------------------------------------------------ | ------------------------------------------------------ | ------------------------------------------------------ | ------------------------------------------------------ | ------------------------------------------------------ | ------------------------------------------------------ | ------------------------------------------------------ | ------------------------------------------------------ | ------------------------------------------------------ | ------------------------------------------------------ | ------------------------------------------------------ | ------------------------------------------------------ | ------------------------------------------------------ | ------------------------------------------------------ |
| Temp. máx. media (°C)                                  | 19.1                                                   | 19.2                                                   | 20.3                                                   | 21.0                                                   | 22.1                                                   | 24.1                                                   | 26.5                                                   | 27.8                                                   | 26.4                                                   | 24.7                                                   | 21.9                                                   | 20.0                                                   | 22.8                                                   |
| Temp. media (°C)                                       | 16.0                                                   | 16.1                                                   | 16.9                                                   | 17.5                                                   | 18.5                                                   | 20.5                                                   | 22.7                                                   | 23.7                                                   | 22.9                                                   | 21.2                                                   | 18.9                                                   | 16.9                                                   | 19.3                                                   |
| Temp. mín. media (°C)                                  | 12.9                                                   | 13.0                                                   | 13.6                                                   | 14.0                                                   | 15.0                                                   | 17.0                                                   | 19.0                                                   | 19.6                                                   | 19.5                                                   | 17.8                                                   | 15.9                                                   | 13.9                                                   | 15.9                                                   |
| Precipitación total (mm)                               | 52                                                     | 41                                                     | 34                                                     | 16                                                     | 8                                                      | 2                                                      | 0                                                      | 1                                                      | 7                                                      | 34                                                     | 63                                                     | 70                                                     | 328                                                    |
| Fuente: Climate-data.org                               |                                                        |                                                        |                                                        |                                                        |                                                        |                                                        |                                                        |                                                        |                                                        |                                                        |                                                        |                                                        |                                                        |

### Espacios protegidos

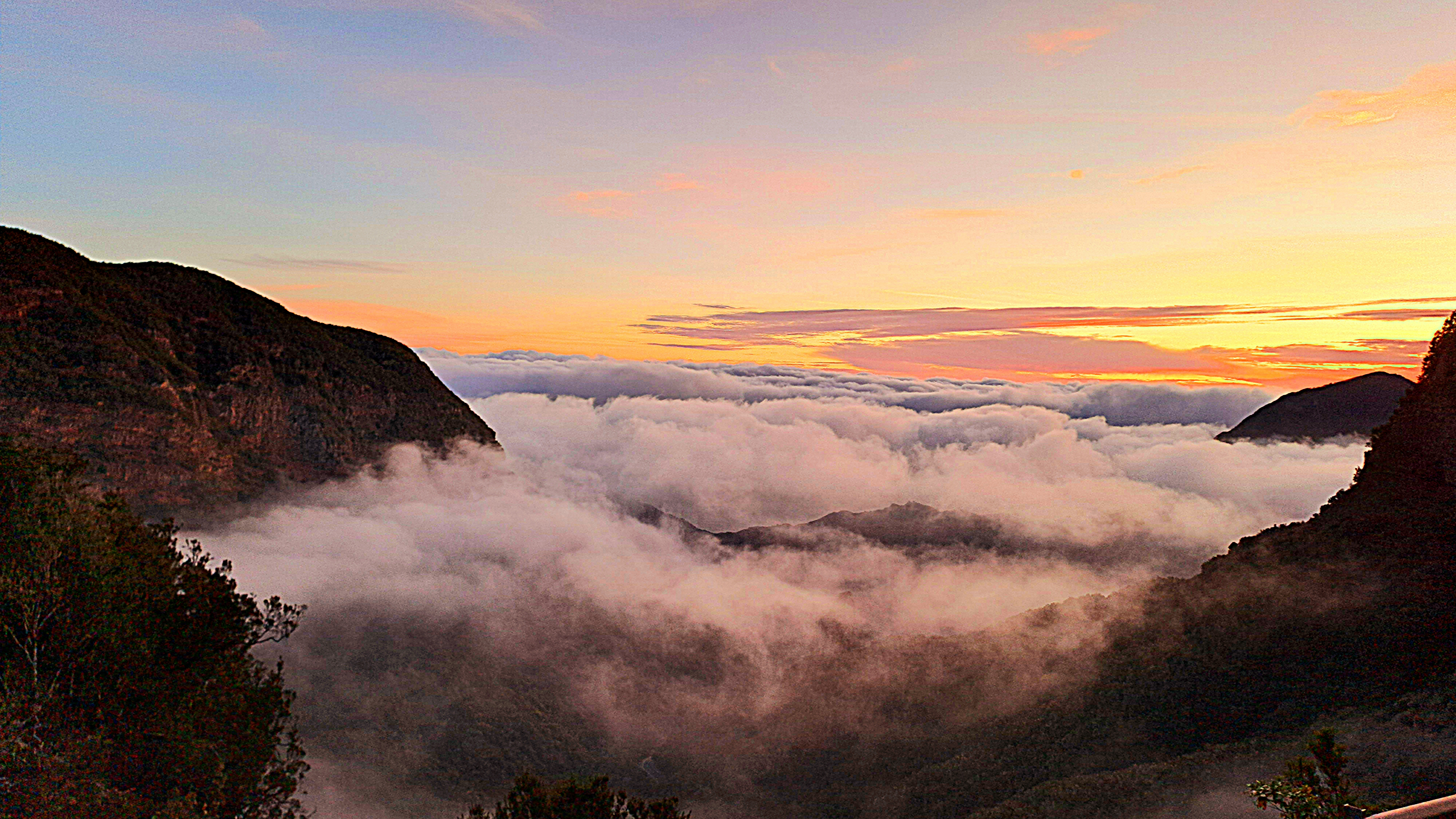
Mar de nubes

Hermigua cuenta en su término municipal con parte de la superficie del parque nacional de Garajonay y del parque natural de Majona.
Ambos espacios forman parte también de la Red Natura 2000 como Zonas Especiales de Conservación, a las que se suman las denominadas Barranco del Cedro y Liria y Laderas de Enchereda, íntegramente incluidas en el término de Hermigua. La superficie del parque nacional y de la ZEC Barranco del Cedro y Liria son asimismo Zonas de Especial Protección para las Aves.
El municipio posee además el monte de utilidad pública denominado Monte Hermigua.

## Historia

### Edad Moderna
Precedida por el Cantón Mulagua, el comienzo de la Edad Moderna en Hermigua, o el inicio de la ocupación europea, no puede entenderse sin considerar las repercusiones de la rebelión aborigen de 1488 contra el conde de La Gomera, Hernán Peraza “El Joven”, conocida como la Rebelión de los Gomeros. Según fuentes escritas y la tradición oral, el cantón aborigen de Mulagua, asentado en el valle de Hermigua, participó activamente en dicha rebelión.
La posterior represión castellana resultó en el asesinato, esclavitud y expulsión de muchos aborígenes. Autores como José Perera López afirman que esta pérdida poblacional indígena explica por qué Hermigua tiene menos topónimos de origen prehispánico comparado con otras áreas de la isla.
Tras la rebelión, Hermigua fue colonizada por los castellanos, quienes aprovecharon los recursos naturales del valle. Beatriz de Bobadilla, señora de la isla, repartió tierras en el valle a partir de 1488. La riqueza en bosques, agua y tierras fértiles hizo de Hermigua un lugar codiciado. Se introdujo el cultivo de caña de azúcar para exportación, prosperando hasta mediados del siglo XVI cuando la competencia de las Américas afectó la economía azucarera canaria.
La crisis económica resultante causó emigración al Nuevo Mundo y una disminución demográfica significativa. Para 1585, La Gomera contaba con unos 1,000 habitantes, concentrados en San Sebastián, dejando a Hermigua diezmada.
Durante el siglo XVII, los señores de la isla intentaron reactivar la economía, implantando cultivos para consumo interno y viñedos para exportación. Hermigua experimentó una recuperación agrícola y demográfica, alcanzando 930 habitantes y 188 casas en 1680.
La producción de seda también cobró importancia, vinculada a las plantaciones vitivinícolas y frutales. Los cultivos se distribuyeron en diversas áreas del valle, reflejando la expansión agrícola y comercial.
En 1690, el conde Juan Bautista de Herrera y Ponte nombró a Sebastián Pérez alcalde mayor, pero conflictos con el regidor Gonzalo Hernández Benito y otros vecinos de Hermigua llevaron a enfrentamientos y juicios, con algunos condenados logrando huir a América.
El siglo XVIII trajo luces y sombras. La consolidación de la pequeña propiedad convivió con la crisis del vino que impulsó la emigración. La creciente actividad económica benefició a los dominicos, quienes adquirieron tierras y propiedades, incrementando su patrimonio.
Viera y Clavijo documenta que en Hermigua se recogían 600 pipas de vino, 580 fanegas de legumbres y 3,000 libras de seda. La creciente actividad económica impulsó el patrocinio artístico y el crecimiento poblacional, alcanzando 1,690 habitantes a finales del siglo XVIII.
Lugar de la “antigua oficina de alborotos y proyectos de desobediencia” donde se fraguaron las directrices de diversos motines. El mayor de los motines se produjo en el verano de 1762 comenzando en la playa de Santa Catalina, donde se reunieron personajes de los diferentes estamentos sociales, entre los que destacaban los religiosos dominicos, clérigos, regidores militares y gentes del común. El fracaso de éste y de los anteriores intentos de zafarse del régimen señorial, como las sublevaciones de 1699 y 1744, impedirán el desarrollo social y económico de La Gomera.

### Edad Contemporánea
El 26 de mayo de 1812, Hermigua se constituyó como ayuntamiento, funcionando como tal desde 1837, finalizando el régimen señorial en la isla.
La construcción del Pescante de Hermigua en 1907 y una central hidroeléctrica en 1927 destacaron en la infraestructura local. 
La central hidroeléctrica de Hermigua, construida en la parte alta del valle en la zona de Monforte, junto a la cascada de El Chorro, aprovechó las aguas del barranco del Cedro para generar electricidad. Esta iniciativa, impulsada por Antonio E. Bencomo Padilla en 1913, permitió dotar de luz eléctrica a Hermigua y otros municipios vecinos como Agulo y Vallehermoso, mucho antes que en otros lugares de Canarias. En 1927, la sociedad eléctrica "Monforte", establecida por Sebastián Bencomo y regentada por Fernando Herrera Ramos, abasteció de electricidad al valle con una producción anual inicial de 80.000 a 90.000 kW. Con la incorporación de un motor diésel en 1933, la capacidad se duplicó, alcanzando 120 000 kW en 1935. Sin embargo, debido a caídas frecuentes y otros problemas, la central finalmente se limitó a suministrar electricidad solo a Hermigua.
A principios del siglo XX, el retorno de emigrantes de Cuba trajo ideas progresistas y republicanas, socavando el poder de los terratenientes. La empresa británica Fyffes Limited impulsó la producción de plátano, beneficiando la economía local.
La llegada de la Segunda República mejoró las condiciones laborales y permitió el asociacionismo obrero. En 1932, se creó la Federación Obrera de Hermigua, que lideró protestas y huelgas contra las condiciones laborales y la demora en las obras de la carretera General, resultando en enfrentamientos trágicos en 1933.
La sublevación militar de Francisco Franco en 1936 marcó el inicio de la dictadura, con represión en Canarias. Durante la posguerra, la crisis y el hambre impulsaron la emigración a Venezuela.
En los años 1970, el turismo comenzó a transformar la economía gomera, relegando la agricultura y ganadería, excepto el plátano, en crisis actualmente.

## Demografía
Hermigua cuenta con una población de 1887 habitantes (INE 2024).
| Gráfica de evolución demográfica de Hermigua entre 1842 y 2021                                                      |
| |
| Población de derecho según los censos de población del INE Población de hecho según los censos de población del INE |

| Entidad singular   | Habitantes |
| ------------------ | ---------- |
| Los Aceviños       | 80         |
| Las Cabezadas      | 52         |
| Callejón de Ordáiz | 131        |
| Las Casas          | 196        |
| El Cedro           | 24         |
| El Corralete       | 43         |
| El Curato          | 114        |
| El Estanquillo     | 130        |
| Hermigua           | 1400       |
| Las Hoyetas        | 70         |
| Ibo Alfaro         | 1          |
| Llano Campos       | 98         |
| La Meseta          | 1          |
| Monteforte         | 55         |
| Las Nuevitas       | 102        |
| Palmarejo          | 24         |
| Piedra Romana      | 121        |
| Las Poyatas        | 61         |
| Santa Catalina     | 155        |
| El Tabaibal        | 122        |
| Total              | 2103       |

## Economía
En la isla de La Gomera, la recolección de orchilla fue una actividad crucial y peligrosa, centrada en la obtención de un valioso tinte para obtener el color púrpura. Los europeos descubrieron que ciertos líquenes locales, llamados orchillas, producían un tinte similar al que extraían los fenicios del molusco murex. Los indígenas gomeros se dedicaron a recolectar la orchilla en escarpados acantilados, enfrentando peligros extremos. La recolección de este liquen, realizada mayoritariamente por mujeres, era mal remunerada y explotada por los señores feudales, como el conde de La Gomera. Pese a los riesgos, el trabajo continuó hasta el siglo XX, siendo una forma de supervivencia en una economía precaria. Los gomeros, aunque explotados, añadían trucos para aumentar el peso de la recolección y así obtener mayores beneficios. A pesar de los cambios y desafíos, la recolección de orchilla en La Gomera dejó una huella profunda en la historia de la isla, conectándola con la antigua tradición del color púrpura.
A finales de siglo, la agricultura gomera se diversificó con la introducción de tomate y plátano, sustituyendo el monocultivo de cochinilla que ha sido una actividad económica crucial en las Islas Canarias desde el siglo XIX. Este insecto, originario de América, fue introducido junto con las tuneras durante la conquista y usada para producir carmín, un tinte natural usado en cosmética, alimentación y textiles, que posee Denominación de Origen Protegida (DOP) en Canarias, siendo el único lugar en Europa donde se produce. Aunque la importancia económica de la cochinilla disminuyó tras la aparición de tintes sintéticos, su cultivo ha perdurado en localidades como Guatiza y Mala en Lanzarote, donde se sigue produciendo carmín de alta calidad.
Actualmente la economía del municipio está basada principalmente en la agricultura (plátano, vino) y en el turismo rural. Con respecto a este último, Hermigua se ha convertido en uno de los puntos principales de oferta de este tipo de turismo en La Gomera, con el florecimiento de alojamientos, restaurantes y empresas de servicios turísticos. 
Doña María Dolores Gámez Méndez, llamada popularmente como Doña Maruca, es muy conocida en la isla por su trayectoria a lo largo de muchos años, en proyectos encaminados al desarrollo y rehabilitación del entorno en que vive. En los años 1970 fundó un taller escuela con mujeres para promocionar y rescatar la rica artesanía gomera, siendo la semilla de lo hoy se llamaría Los Telares. En cuanto al turismo ha sido la pionera en apostar por un turismo diferente y ecológico, y comienza a restaurar alojamientos y antiguas casas. Por esta labor, en 1989 le es concedida la medalla de plata por el Gobierno de Canarias y premio de oro al dinamismo empresarial.

## Administración y política

### Gobierno municipal
Actualmente el ayuntamiento se encuentra gobernado por la Agrupación Socialista Gomera, con María Solveida Clemente Rodríguez a la cabeza desde 2023.
El Ayuntamiento está compuesto por 9 concejales. En la siguiente tabla se muestran los resultados de las elecciones municipales en Hermigua desde 2007 hasta 2023.
| Partido político | Partido político                          | 2007   | 2011   | 2015   | 2019   | 2023   |
| Partido político | Partido político                          | Ediles | Ediles | Ediles | Ediles | Ediles |
|                  | Partido Socialista Obrero Español (PSOE)  | 5      | 2      | 1      | 0      | —      |
|                  | Agrupación Socialista Gomera (ASG)        | —      | —      | 2      | 3      | 5      |
|                  | Coalición Canaria (CC)                    | 2      | 7      | 2      | 1      | 1      |
|                  | Partido Popular (PP)                      | 0      | 1      | 0      | 0      | 0      |
|                  | Centro Canario Nacionalista (CCN)         | 4      | —      | —      | —      | —      |
|                  | Nueva Canarias (NC)                       | —      | 1      | 4      | 2      | 3      |
|                  | Alternativa Democrática Gomera (ADGOMERA) | —      | —      | 4      | 3      | —      |

### Junta de Gobierno de 2024
| Concejal/a                      | Partido | Cargo                                                                              |
| ------------------------------- | ------- | ---------------------------------------------------------------------------------- |
| Solveida Clemente               | ASG     | Alcaldesa                                                                          |
| Sergio Ramón Chávez Plasencia   | ASG     | 1.er Teniente de alcalde                                                           |
| Sergio Ramón Chávez Plasencia   | ASG     | Deportes, Turismo, Agricultura, Comercio y Desarrollo Económico y Empleo           |
| Guillermo Coello Clemente       | ASG     | Servicios Sociales, Educación, Juventud y Participación Ciudadana                  |
| Aurelio Marcial Ortiz Plasencia | ASG     | Infraestructuras, Obras, Servicios Centrales, Personal, Urbanismo y Medio Ambiente |
| Laura Escuela Chávez            | ASG     | Cultura, Fiestas, Seguridad Ciudadana y Emergencia                                 |

## Servicios

### Fuerzas y Cuerpos de Seguridad
Policía local
El Ayuntamiento de Hermigua es uno de los ayuntamientos canarios que no posee agentes de Policía local, debido a la jubilación del último de ellos en 2019. Aunque según el Decreto 75/2003 la ratio debería ser de 1,8 policías por cada 1000 habitantes, haciendo que en Hermigua debería tener 3 agentes. En el año 2021 y de nuevo en 2023 se abrieron una convocatorias con las 2 vacantes aunque no hubo participantes compatibles.
Guardia Civil
La Guardia Civil es la encargada principal de la seguridad del término municipal, está posee un puesto en su carretera principal (GM-1) el cual pertenece a la Compañía de La Gomera con base en el término municipal de San Sebastián de La Gomera. 
Cuerpo Nacional de PolicíaDebido a la falta de demarcación la Policía Nacional, se limita a realizar labores en las que posee competencia exclusiva. 
Cuerpo General de Policía Canaria
El Cuerpo General de Policía Canaria realiza labores complementarias de otras Fuerzas y Cuerpos de Seguridad como puede ser el apoyo en grandes aglomeraciones de personas así como realizar funciones de la Policía local en el municipio debido a su inexistencia. 

### Servicios de Extinción de Incendios y Rescate
Bomberos Voluntarios de Valle Gran Rey
Esta asociación presta servicio a toda la Isla de La Gomera atendiendo las emergencias o incidencias que requieran una intervención más técnica en materia de extinción de incendios, rescate y protección civil, además esta también realiza preventivos en competeciones deportivas.
Personal de emergencias y medio ambiente del Cabildo de La Gomera y Tragsa
El personal de Cabildo de La Gomera y de Tragsa realizan una primera respuesta ante extinción de incendios, rescate, protección civil, problemas medioambientales y resolución de incidencias menores.
Personal del parque nacional de Garajonay
Este personal resuelve problemas medioambientales y apoya en extinción de incendios forestales o de interfaz urbano-forestal dentro o cerca del Parque Nacional.
Equipos de Refuerzo para Incendios Forestales del Gobierno de Canarias
Los Equipos de Refuerzo para Incendios Forestales o EIRIF poseen una base permanente en la Isla, en el término municipal de Alajeró, contando con medios tanto terrestres como aéreos, siendo estos considerados Bomberos Forestales.

### Protección Civil
Agrupación de Voluntarios de Protección Civil de La Gomera
Es la asociación de Protección Civil Insular, siendo esta de gran ayuda para Isla, auxilia en materia de protección civil y emergencias. Además esta realiza preventivos en diferentes festividades alrededor de la Isla.
Ayuda en Emergencias Anaga
También conocido por sus siglas AEA es un organismo colaborativo en materia de Protección Civil, que tiene presencia en La Gomera, habiendo actuado múltiples veces en Hermigua.
Grupo de Emergencias y Salvamento del Gobierno de Canarias
También conocido como GES, posee un helicóptero en la Isla, concretamente en San Sebastián de La Gomera, encargado de realizar labores de rescate aéreas tanto en tierra como en el medio acuático y apoyo en incendios forestales.

### Sanidad
Servicio Canario de Salud
El municipio se encuentra en el Área de Salud de La Gomera concretamente forma parte de la zona básica de salud de Mulagua conjunto con Agulo, el Centro de Salud Mulagua, es el único centro de atención sanitaria del municipio perteneciente al Servicio Canario de Salud. El Hospital Nuestra Señora de Guadalupe ubicado en el término municipal de San Sebastián de La Gomera, es el hospital más cercano sin embargo debido a la complejidad de algunos casos se tiene como hospital de referencia de 3.er nivel el Hospital Universitario Nuestra Señora de Candelaria situado en Santa Cruz de Tenerife. 
Servicio de Urgencias Canario
Urgencias SanitariasEl Servicio de Urgencias Canario posee una ambulancia Soporte Vital Básico (Clase B o ASVB) 63.11 que tiene base en el municipio, además existen otras 4 ambulancias Clase B y una ambulancia Soporte Vital Avanzado (Clase C o ASVA) en la Isla. En cuanto a recursos aéreos con base en otras Islas existe un Helicóptero Medicalizado (HM) con base en el Aeropuerto Tenerife Sur Reina Sofía, un 'HM' y un Avión Medicalizado (AV) en el aeropuerto de Gran Canaria.
Red de Transporte Sanitaria No UrgenteEl TSNU cuenta con 5 ambulancias de Transporte Sanitaria No Urgente en La Isla de La Gomera.
Cruz Roja
La Asamblea Insular de la Cruz Roja posee recursos para varios propósitos como puede ser asistencia social o a las emergencias en La Gomera pero se desconoce cuantos recursos posee exactamente.

## Patrimonio
Algunos lugares de interés del municipio son el bosque del Cedro, la ermita de San Juan, la iglesia de la Encarnación, la Iglesia de Santo Domingo de Guzmán(antiguo Convento de San Pedro Apóstol), el pescante de Hermigua, el Molino de Gofio, Los Telares y el Museo Etnográfico de La Gomera. Uno de los caseríos de Hermigua es El Cedro, situado en los límites del parque nacional de Garajonay y dentro del bosque del mismo nombre caracterizado por la presencia de laurisilva.

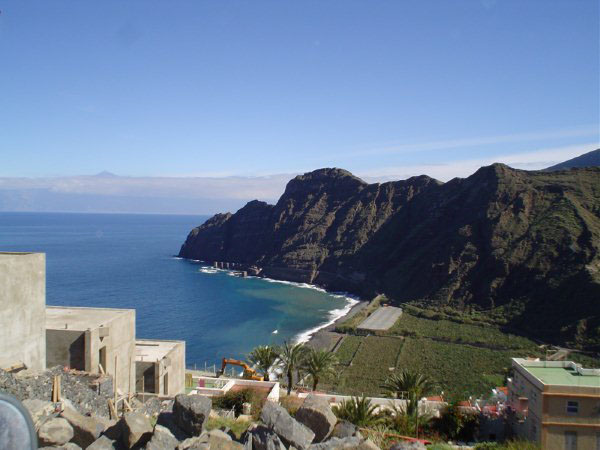
Costa de Hermigua
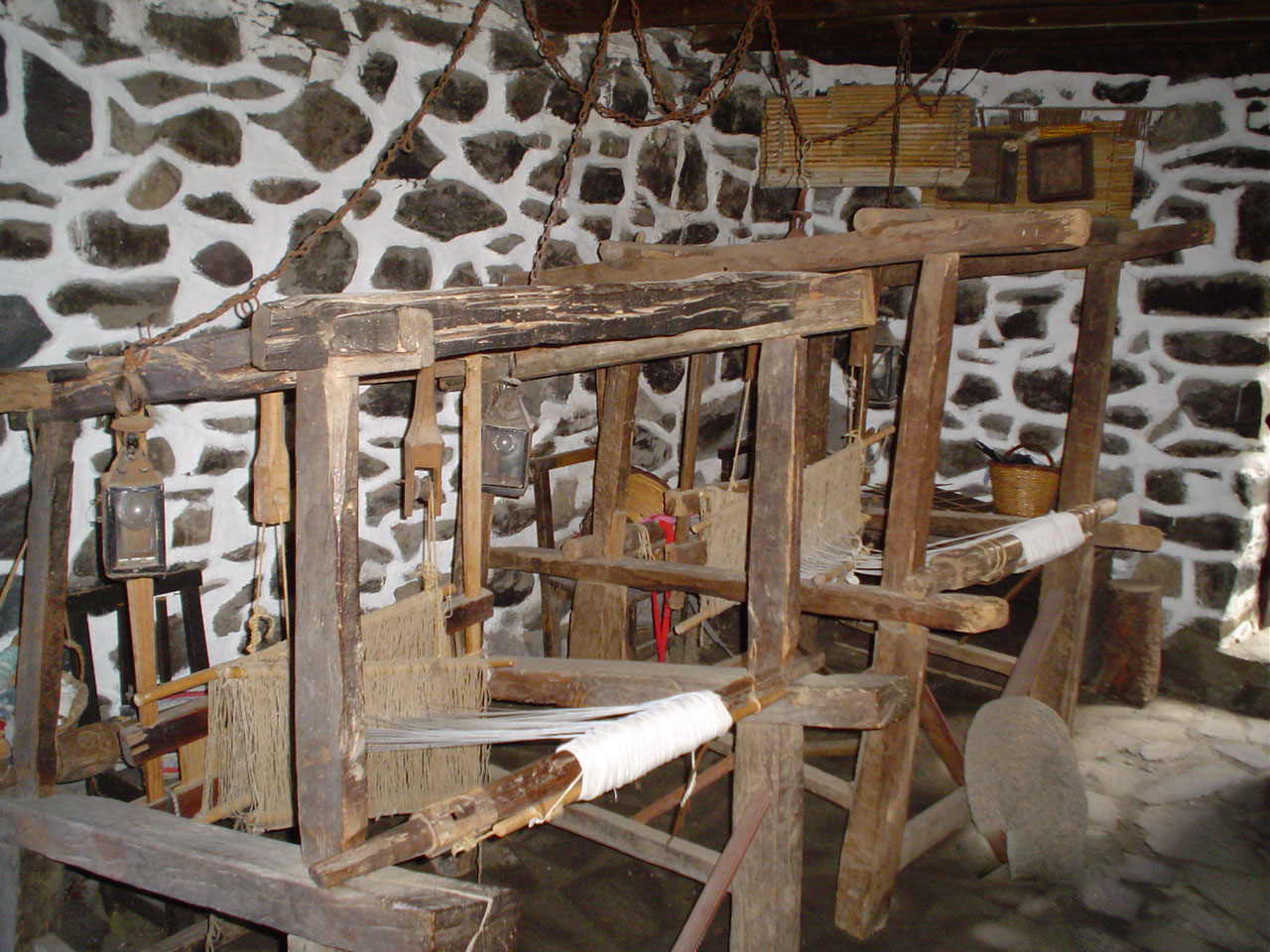
Telares
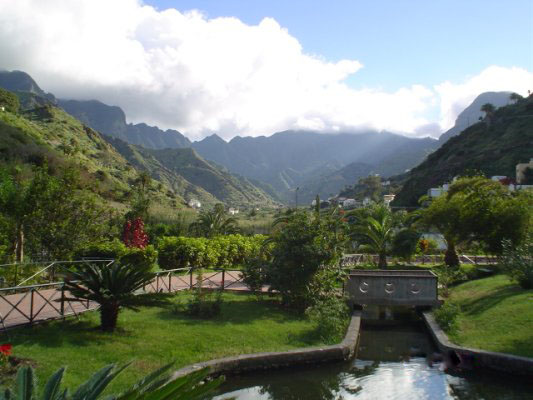
Parque El Curato
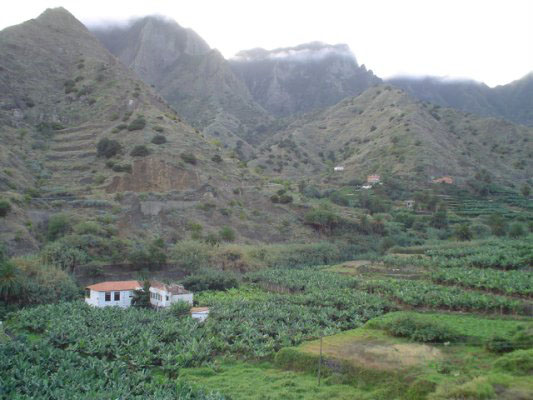
Fincas

## Radio municipal

### Actualidad
La radio Mulagua Onda 7 o también conocida como Onda Mulagua fue re-inaugurada el 13 de febrero de 2025, tras haber permanecido inoperativa desde hace 9 años, esta se puede escuchar en la tradicional frecuencia 107.2 FM, pudiendo ser escuchada desde toda la Isla de La Gomera, además esta se puede escuchar vía Internet a través del enlace facilitado por ayuntamiento a través de sus redes sociales (Enlace)

### Historia
Esta Radio comenzó a emitir en noviembre de 1997 por propuesta del concejal de Cultura del PSOE, llamándose Onda Malagua, motivo por el cual recibe dos nombres. Está emisora en el año 2016 quedaba inoperativa, a pesar de la desaprobación popular de la población.

### Impacto en la Sociedad
La re-inauguración ocurre tras la reclamación de la Asociación Cultural Gomera Norte Radio, la cual reclamaba que era un servicio vital y necesario debido a las características de la población y de la geografía del municipio. Tras la re-inauguración está ha sido bien recibida por la población local y de la Isla.   

## Deporte

### Carreras de senderos
Hermigua ha ganado reconocimiento en los últimos años como un destino destacado para la práctica de deportes al aire libre, especialmente el trail running. La localidad es uno de los puntos clave de la famosa carrera de montaña "Gomera Paradise Trail", un evento deportivo que reúne a participantes de toda la región y más allá. Esta competenciase ha convertido en un referente del trail running en las Islas Canarias.
El "Gomera Paradise Trail" celebró su XIII edición en 2024, marcando un récord histórico de inscripciones con 1060 corredores adultos y más de 100 niños inscritos en la carrera infantil. El evento incluyó varias modalidades de competición, como la Maratón, el Trail, el Minitrail, el Starter y el Medio Kilómetro Vertical (MKV). Cada una de estas categorías ofrece a los atletas la oportunidad de experimentar los paisajes únicos y desafiantes de La Gomera, con rutas que abarcan desde los frondosos bosques de laurisilva hasta las escarpadas montañas y barrancos que caracterizan el terreno gomero.
En los últimos años, Hermigua y sus alrededores han visto un crecimiento significativo en la popularidad del trail running, lo que ha llevado a una mayor afluencia de turistas deportivos y ha dinamizado la economía local. El enfoque en la sostenibilidad, con iniciativas como la reducción del uso de plásticos y la promoción del transporte público, ha posicionado a la Gomera Paradise Trail como un evento comprometido con la conservación del medio ambiente.
Otra competención destaca es la Carrera de Montaña Villa de Hermigua, que en 2025 celebra su IX Edición. 

### Carreras automovilísticas
La subida Hermigua – La Carbonera es una competición de automovilismo en montaña. Este evento es puntuable para los campeonatos regional y provincial de la especialidad. En la edición de 2024, más de 40 equipos participaron, divididos en varias categorías: barquetas, turismos, regularidad sport y fórmula-rallye.
La competición cuenta con una amplia variedad de vehículos y pilotos. En la categoría de turismos, se destacaron José Manuel González con un Porsche 991.1 GT3 y Ángel Bello con un Audi R8 LMS Ultra Evo. Otras categorías incluyeron a pilotos con vehículos como el Mitsubishi Lancer, BMW, SEAT León y Alfa Romeo, entre otros.
Las actividades del evento se desarrollan a lo largo del sábado, comenzando con las verificaciones administrativas y técnicas en el Centro Socio-Cultural Antiguo Casino y la travesía de Hermigua. La carretera GM-1 se cierra al tráfico para permitir el desarrollo de las mangas de entrenamiento y las dos carreras oficiales, concluyendo con la entrega de trofeos en la plaza La Encarnación.

## Localidades hermanadas
- Mazan-l'Abbaye e Issanlas, Francia (2011)[42]